# Baquet de Charleroi
Pour les articles homonymes, voir Baquet.

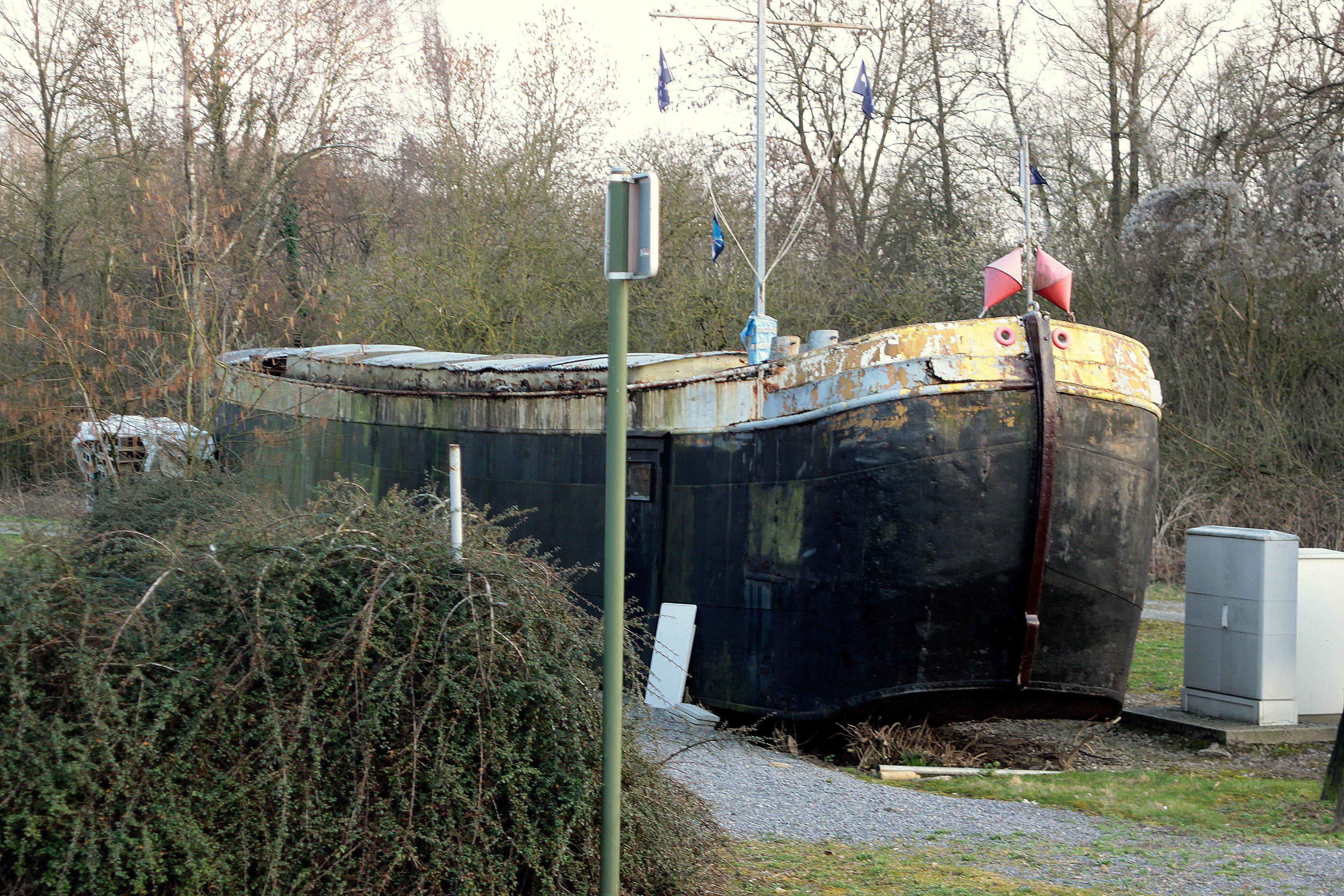
Un baquet de Charleroi près de Thieu en 2011 (devenu dangereux, il a été détruit en 2014).

Le baquet de Charleroi, également appelé sabot, est un ancien type de barge dessiné par l'ingénieur Jean-Baptiste Vifquain et destiné au transport de la houille sur le canal Charleroi-Bruxelles, et dont la taille (19 m de long et de 2,6 m de large) était adaptée au gabarit réduit du canal.

## Historique
En 1823, l'ingénieur Jean-Baptiste Vifquain est chargé de la mise en chantier du canal Charleroi-Bruxelles, décidée par Guillaume Ier d’Orange (1772-1843) pour acheminer à bon compte et sûrement le charbon de terre, extrait dans le bassin de Charleroi, vers les lieux de consommation Bruxelles, Louvain, Malines, Anvers. 
On commença avec un canal à gabarit de 70 tonnes. Ce choix, dicté par les difficultés d'alimentation en eau, permettait de réduire la consommation. Mis en chantier en 1827 et mis en service en 1832, ce premier canal de 2 mètres de profondeur permet la navigation d'un bateau nouveau et révolutionnaire, le « baquet de Charleroi », appelé communément « sabot », au gabarit de 70 t et d'enfoncement de 1,80 m.